# 獵戶座FU
獵戶座FU是一顆在獵戶座內的變星，它的視星等在1937年的時候從16.5升至9.6等，此後就維持在9等左右。有很長的時間，它被認為是唯一的一顆，但是在1970年發現一顆類似的變星，天鵝座V1057，從此以後又發現了一些其它的例子。這些星構成了獵戶FU型的變星，GCVS經常暱稱FU為'FUors。這些恆星是主序前星，在星等和亮度上都顯示出很極端的變化。

## 外部連結
- AAVSO Variable Star of the Month. FU Ori: February 2002
- FU Orionis （页面存档备份，存于） at NightSkyInfo.com